# Ciro De Cesare
Ciro De Cesare (Salerno, 16 dicembre 1971) è un allenatore di calcio ed ex calciatore italiano, di ruolo attaccante.

## Biografia
È soprannominato Sciabulella o Il Toro di Mariconda.

## Carriera

### Giocatore

#### Gli esordi: dalla Serie C al Chievo
Cresciuto nella Cavese, ha militato in varie squadre del Sud (Boys Caivanese, Turris, Casarano), passando in tre stagioni dalla Serie D alla Serie C1.
Nel 1997 è stato ingaggiato dalla Salernitana, squadra della sua città, con cui ha segnato 5 reti in 30 gare, contribuendo alla promozione dei campani in Serie A. Ha debuttato nella massima serie con la maglia granata il 12 settembre 1998 all'Olimpico di Roma, totalizzando poi un'altra presenza prima di essere ceduto nuovamente in Serie B, al Chievo Verona. È rimasto a Verona per tre stagioni, intervallate da un breve ritorno a Salerno, facendo parte del "Chievo dei miracoli" che ottenne la storica promozione in Serie A nel 2001 (per lui 8 reti all'attivo in 35 presenze).

#### Dopo il Chievo
È rimasto in maglia clivense anche all'inizio della Serie A 2001-2002, collezionando 3 presenze. Anche in questo caso venne ceduto in Serie B nel corso del mercato autunnale, passando in prestito al Siena. A gennaio ha cambiato ancora casacca, scendendo in Serie C1 con la maglia dello Spezia. Nell'estate 2002 ha ritrovato la massima divisione con il Como. Disputate 5 partite con i lariani, a gennaio è passato al Piacenza (16 presenze e 3 reti), con cui è retrocesso in Serie B.

#### Le stagioni tra Serie C e dilettanti
Dal 2003 al 2008 ha giocato in Serie C1 e C2 con le maglie di Palmese, Frosinone, di nuovo Salernitana e Potenza, prima di approdare ai dilettanti del Neapolis.
Nell'estate del 2009 è tornato per sei mesi al Potenza (Prima Divisione), mentre nel gennaio 2010 è passato all'Aversa Normanna, rescindendo però il contratto dopo soli due mesi. Nel settembre 2010 è passato al Pisticci, squadra che militava in Serie D girone H. In seguito alle dimissioni dell'allenatore Giuseppe Fortunato, venne chiamato a ricoprire il doppio ruolo di allenatore-giocatore per le ultime gare di campionato e per i playout, che si conclusero con la retrocessione della formazione lucana dopo il doppio spareggio con la Battipagliese.
Nell'estate 2011 è stato ingaggiato dalla Battipagliese, con cui ha messo a segno 7 reti in 10 partite nella prima parte della stagione 2011-2012. Il 14 dicembre 2011 è passato al Salerno Calcio, principale squadra della sua città di nascita, sorta sulle ceneri di quella che fu la Salernitana, con cui ha ottenuto la promozione in Lega Pro Seconda Divisione al termine del campionato.
Svincolatosi a fine stagione, il 24 agosto 2012 ha firmato per il Real Hyria, formazione di Nola militante nel campionato di Serie D. Nel dicembre dello stesso anno, dopo aver realizzato 4 reti in 7 partite, si è trasferito alla Flaminia Civita Castellana, formazione viterbese anch'essa di Serie D. Ha concluso la carriera all'Isernia.

### Allenatore
Ha iniziato la sua carriera da allenatore nel 2011 come allenatore-giocatore del Pisticci. Dopo essersi ritirato come calciatore, nel dicembre 2013 è diventato il tecnico dei Giovanissimi Regionali della Salernitana. Successivamente ha allenato la Juniores e la Berretti del club campano. Nella stagione 2016-2017 ha allenato l'Under-17 della Salernitana.
L'anno successivo è passato sulla panchina dell'Agropoli, in Eccellenza. È stato esonerato dal club campano nel febbraio 2018.. Da dicembre 2018 è il nuovo allenatore del Castel San Giorgio, squadra che milita in Eccellenza Campania, chiamato al posto dell'esonerato Rosario Cerminara. Al termine del campionato, chiuso al 7º posto, viene riconfermato per la stagione successiva. Nell'autunno del 2020, causa la sospensione dei tornei per COVID 19 e la decisione del club di riprendere direttamente nella stagione 2021-22, lascia la panchina rossoblù.
A maggio 2021 sostituisce, per le ultime partite della stagione, Rosario Campana, sulla panchina del Nola, in serie D.Il 10 giugno,all'indomani della sconfitta contro il Savoia, rassegna le dimissioni da tecnico dei bruniani.
Il 6 Dicembre 2021 viene richiamato alla guida del Castel San Giorgio, squadra militante nel Girone C dell'Eccellenza Campana. Il 15 marzo 2022, dopo la sconfitta per 3-0 subita sul campo della vice capolista San Marzano e con la squadra in piena zona playout, viene esonerato.
Il 13 dicembre 2022 assume la guida della Calpazio, squadra campana iscritta al torneo di promozione. A fine stagione centra il salto nel campionato di Eccellenza e viene confermato per la stagione 2023-2024. Il 20 dicembre 2023 però, dopo la pesante sconfitta (0-5) contro la capolista Sarnese e con la squadra al 10º posto in classifica a quota 20 punti, viene sollevato dall'incarico.
A marzo 2024 assume la guida del Moliterno, club dell'Eccellenza lucana che occupa l'ultimo posto della classifica. Al termine della stagione, dopo non essere riuscito nell'intento di salvare la squadra, viene sollevato dall'incarico.
L'11 agosto 2024 viene ufficializzato come nuovo allenatore dell'Ebolitana, squadra neo promossa nel torneo campano di Eccellenza. Il 31 ottobre seguente, dopo la sconfitta sul campo del Santa Maria Cilento e con la squadra in piena zona retrocessione, viene esonerato.

## Palmarès

### Giocatore
- Campionato italiano di Serie B: 1

Salernitana: 1997-1998
- Serie C2: 1

Frosinone: 2003-2004
- Serie D: 1

Salerno: 2011-2012